# Maurice de Smet de Naeyer

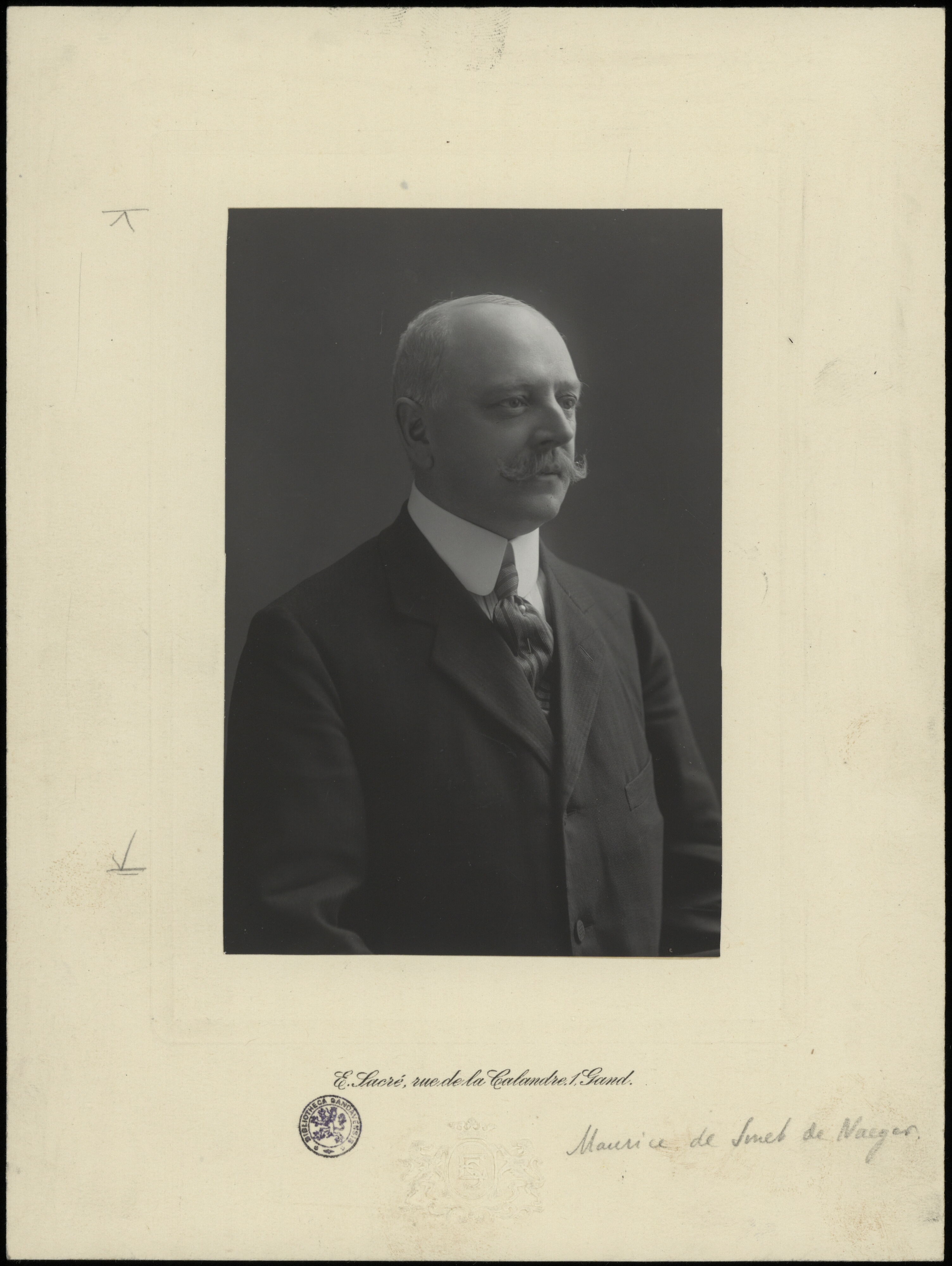
Portret van Maurice de Smet de Naeyer

Maurice Jean Marie Ghislain de Smet de Naeyer (Gent, 22 juli 1862 - aldaar, 23 mei 1941) was een Belgisch industrieel.

## Biografie
Maurice de Smet de Naeyer was een kleinzoon van industrieel Jean de Smet en een zoon van Frédéric de Smet de Naeyer (1822-1912) en van Esther Speelman (1838-1925).
Eind jaren 1880 kreeg hij bekendheid in het Gentse bedrijfsleven. Hij was actief in verschillende textielbedrijven, waaronder het familiebedrijf La Louisiana. Later richtte hij zich vooral op de scheepvaart. Hij was de drijvende kracht achter de uitbreiding van de Gentse haven in Oostakker.
Hij was een van de directeurs van de Wereldtentoonstelling van 1913.
Hij was actief in het liberale verenigingsleven, daar waar zijn neef Paul de Smet de Naeyer premier werd voor de Katholieke Partij.
Hij trouwde in Luik in 1887 (gescheiden in 1895) met Berthe de Thier Nagelmackers (1865-1951). Ze kregen een dochter, Gabrielle de Smet de Naeyer (1890-1960), die trouwde met baron Guy d'Udekem d'Acoz (1891-1956), kleinzoon van baron Albert d'Udekem d'Acoz.